# Línea C-4f (Cercanías Murcia/Alicante)
La línea C-4f de Cercanías Murcia/Alicante es una línea ferroviaria de ancho métrico en la Región de Murcia, España. Discurre entre la ciudad de Cartagena y el pueblo marmenorense de Los Nietos, ambos pertenecientes al término municipal de Cartagena. En su recorrido atraviesa el municipio de La Unión. 
La línea de 19,6 kilómetros de longitud está catalogada como la línea 360 de la Red Ferroviaria de Interés General, que es titularidad de Adif, y los servicios ferroviarios son operados por Renfe Operadora, con la marca Renfe Cercanías AM.

## Historia
La línea se construyó en la segunda mitad del siglo XIX para atender las necesidades de transporte de viajeros y mercancías que surgían de la actividad minera en la Sierra minera de Cartagena-La Unión. El 14 de octubre de 1874 la empresa «The Carthagena & Herrerías Steam Tramway Company Limited» inauguró el primer tramo del ferrocarril minero con un ancho de vía de 1067 mm entre Cartagena y La Unión, extendiéndose mediante la creación de diversos ramales durante los años siguientes y llegando hasta la estación términal de Los Blancos el 7 de julio de 1897 (en la actualidad población inexistente porque desapareció la actividad minera de la que dependía y situada a continuación de la de El Estrecho de San Ginés)
Las personas que iban en tren a bañarse al Mar Menor se apeaban en Los Blancos y continuaban en carros hasta la playa de Los Nietos. 
En 1931, el control de la línea fue asumido por el Estado, pasando a depender de EFE y desde 1965 de FEVE.
Siendo explotada por el Estado, se redujo el ancho de la vía de 1067 mm al ancho métrico de 1000 mm y se inauguró el 8 de noviembre de 1976 la prolongación hasta Los Nietos. Desde la extinción de FEVE el 31 de diciembre de 2012, la infraestructura es titularidad de Adif y los servicios ferroviarios son operados por Renfe Operadora con la marca Renfe Cercanías AM.

## Características
Discurre entre la estación término de Los Nietos y la estación término de Cartagena, ubicada junto a la estación de autobuses en la plaza Puertas de San José y en las inmediaciones de la estación ferroviaria de ancho ibérico de la ciudad. El recorrido cuenta con 13 estaciones intermedias tras la apertura en el 2010 del apeadero correspondiente al Hospital General Universitario Santa Lucía.
Según la declaración de la red de Adif, la línea es de vía única no electrificada, lo que provoca las quejas de los usuarios, a lo que se unen las causadas por el hecho de que el tren no es intermodal, al no poder subir bicicletas, en un tren eminentemente turístico, de conmutación laboral (para ir y volver al trabajo) y para ir a gestiones administrativas.
Cuenta con Control de tráfico centralizado y ASFA analógico y la velocidad máxima de circulación en el trazado es de 80 km/h. La rampa característica en sentido Los Nietos es de 37 milésimas y en sentido Cartagena la rampa de subida es de 28 milésimas.
No cuenta con conexiones con el resto de la red ferroviaria de ancho métrico. Cartagena cuenta con otra estación en la red de ancho ibérico con servicios de media y larga distancia.

## Servicios
En la actualidad, la línea cuenta únicamente con servicios de viajeros operados por Renfe Cercanías AM que efectúan parada en todas las estaciones del recorrido. El tramo es recorrido en 28 minutos, y cuenta con 22 frecuencias diarias en cada sentido en días laborables, que se reducen los fines de semana (14 en sábados y 13 en domingos y festivos).

### Ampliación del Tren del Mar Menor
El Ministerio se ha abierto a la posibilidad de la prolongación de esta línea desde Los Nietos hasta Cabo de Palos-La Manga y San Javier -  San Pedro del Pinatar (tren del Mar Menor). 

## Proyectos y reivindicaciones

### Electrificación y portabicicletas
Se han realizado propuestas para su electrificación, bien con líneas de tendido, bien con baterías.
Asimismo, se ha reivindicado que el tren esté dotado de portabicicletas.

### Integración tarifaria
La línea C-4f, aun estando numerada con el núcleo, no es técnicamente parte del núcleo, manteniendo zonas y tarifas separadas, y no valiendo los bonons multiuso de la red de ancho ibérico en ella ni viceversa. Esto se solucionó en los núcleos del norte de la península en 2023, pero no fue así en el núcleo de Murcia/Alicante. Renfe aduce que está trabajando para implementar la integración.

### Integración ferroviaria en Cartagena
En 2022, se empezó a reformar la estación de ancho ibérico de la ciudad para acoger la llegada de la Alta Velocidad a Cartagena. La nueva estación tendrá vías de ancho ibérico y además ancho mixto (internacional e ibérico). Con ello, se abrió la puerta a integrar también los servicios de ancho métrico, juntando así todo el tráfico ferroviario en una parada y facilitando la intermodalidad, en línea con las reformas de las estaciones de Ferrol, Oviedo, Santander y Bilbao. Sin embargo, Adif desoyó la petición. 

### Supresión de pasos a nivel
En aras de mejorar la seguridad y debido a accidentes ocurridos en la línea, Adif estudia suprimir varios de los pasos a nivel de la vía desviando la carretera.

### Cambio de ancho
Aunque en el siglo XX se convirtió de ancho de 1,067 m a 1,000 m para estandarizar la vía con el resto de FEVE, la lejanía del tramo con la línea mayor complica su administración, teniendo que acometer la mayoría de servicios de mantenimiento y vinilaje en el norte de la península.La vía de ancho métrico más cercana pertenece a Metrovalencia, de FGV, en Alicante. Por tanto, la aislación ferroviaria de la vía ha llevado a muchos a pedir una conversión de ancho a internacional o ibérico (en función de la estrategia de ancho de vía nacional),permitiendo así una mejor integración en la red ferroviaria y en la estación de Cartagena.